# Dévény vára
Szlovákiában, a Duna és a Morva folyók összefolyásánál, az ún. Dévényi-kapunál található az egykori dévényi vár (szlovákul: Devínsky hrad) maradványa. A rom a 212 m magas várhegy – 80 m magas – mészkőszirtjén áll. Falai nagy területet fognak körbe. Az alsó kaput két oldalról páros íves alakzatú torony védi. Kacskaringós betonút visz a felső várkapuhoz. Innen a falak körül csigavonalban haladó lépcsőkön jutunk a lakótorony helyén álló kilátóhoz. A túlsó parton áll az osztrák Hainburg vára.

## Legendája
A szláv mitológiában a Devina a szerelem istennője, szlávból magyarra fordítva a név asszonyt jelent. A legenda szerint egy nemes lovag apácát szöktetett meg a környéki kolostorból és a vár tornya felé menekültek. Amikor az üldözők már-már a sarkukba értek, ismerték fel, hogy milyen rosszul is döntöttek, mert a toronyban nincs más út, csak a felfele. A csúcsról kéz a kézben levetették magukat a hömpölygő mélybe, a Duna medrébe. Ahol vízbe estek, ott rögtön egy szikla nőtt, amit azóta csak asszonykő (weiber-stein) néven emlegetnek. A torony neve pedig apácatorony lett. A Szépasszony vára kifejezésből egyesek arra következtetnek, hogy az építtető egy valódi hercegnő lehetett.[forrás?]

## Története
A várkörnyéki település a kőkorszak óta lakott. Az ásatások kelta, római, barbár, illetve népvándorláskori leleteket hoztak felszínre.
Boba Imre régész szerint, „Az északi Morava folyó völgyének leletegyüttese csupán a pannóniai avar civilizáció fő testének – 9. századi – nyúlványaként értékelhető, azokkal a Duna északi mellékfolyóinak völgyében fekvő szlovákiai területtel együtt, ahonnan előbb avar, majd később magyar leletek kerültek elő. A mikulčicei [nikolsburgi]-pohanskoi feltárásokat időben a dévényújfalusi leletegyüttest követte. Dévényújfalu, ez a Dunától északra eső település; valószínűleg 800 körül, Nagy Károly hadjáratai idején néptelenedett el.”
Károlyfalu is a kőkorszakban lakott terület volt, ma Pozsonyhoz tartozó rész.
A palánkvárat legelőször a római birodalom erősítette meg, amikor a terület limesszé, vagyis határmezsgyévé lett. Hainburg vára áll vele szemben.
846-ban, midőn – Német Lajos keleti frank uralkodó Dévényt ostromolta – a palánkvár már megerősített védelmi pont volt.
Már a rómaiak őrtornyokat emeltek itt, majd morva fejedelmi székhely lett. Palánkvárát 864-ben említi a Fuldai évkönyv Dowina néven. Mind a vár, mind a helység neve is e kifejezésből származik. Dévény (Devín) jelentős ószláv erődítmény és Rasztiszláv morva fejedelemnek lett a székhelye. A kalandozó magyarok Dévény vára alatt a Duna mentén törtek nyugatra. Letelepedésük után az osztrák-bajor támadások is főként innen érkeztek. Az Árpádok kővárat emeltek a favár helyébe. A vár a 13. században épült fel. és királyi határvár lett. A védmű eleinte egyetlen hatalmas méretű toronyból és kerítőfalból állt
A történelmi Magyarország fennállása idején Dévény már a legnagyobb magyar várak egyike volt. A Baltikum felől induló és Rómába tartó borostyánút, majd a szentföldi zarándokút is rajta vitt keresztül. Az erőd hazánkat egy évezreden át védte. A 13. század elejétől kezdve a ,,porta Hungariae" (Magyarország kapuja) szerepét töltötte be.
1234-ben Babenbergi Frigyes elfoglalta, feldúlta és felégette a települést. A várat a források nem említik, feltehetően azért, mert akkor még semmi sem állt a korábbi palánk helyén. A kővár ezután épülhetett ki, első említése 1271 áprilisából való, amikor II. Přemysl Ottokár cseh király seregével betört a Magyar Királyság területére és azt feldúlta. Katonái elfoglalták Dévény, Pozsony és Stomfa várait. Maguk a csehek 1288-ban Dywen néven említik. 
1301 és 1323 között ez a vár egész Pozsony vármegyével együtt osztrák Tellesbrunni Rudolf herceg családi igazgatása alá kerül, Habsburg Ágnes özvegy királyné kolostori eltartása címén.
I. Károly cserével visszaszerzi egyik felét az osztrák tulajdonosnak adott abaúji uradalom fejében 1349-ben I. Károly fia Nagy Lajos megszerzi a másik felét, és a pozsonyi várispánsághoz csatolja. 1349 után már a pozsonyi királyi ispán felügyeli. A vár határszéli harcokban többször gazdát cserélt. 1386 után morvai őrgrófok zálogbirtoka, később az örökös pénzzavarral küszködő Zsigmond király egy osztrák főúrnak zálogosította el 8 ezer aranyforintért. Garai Miklós nádor megváltja 1414-ben, majd 1417-ben zálogként való további birtoklásáért még 12 ezer dukátot kölcsönöz a királynak. Végül 1419-ben adománylevelet kap rá, tehát teljes jogú birtokosa lett feleségével, Cillei Annával együtt. A 15. században Garai Miklós jelentősen bővítette és díszes palotát építtetett benne, majd fokozatosan reneszánsz épületté, palotává alakítják.
Számos más tulajdonos egymást követi. Szentgyörgyi, Bazini, Palocsa, és Keglevics. A 16. században a Báthoriak kapták meg Ferdinánd királytól. Az 1460-as évektől a Szent Győrgyiek a tulajdonosai, akik az alsó várat kibővítik. 1526 után Ferdinánd király az ecsedi Báthory István nádornak adományozza. A család kihalása után II. Mátyás adománya révén lett zálogbirtokosa Keglevich János
1616-ban a fellázadt jobbágyok, 1620-ban Bethlen Gábor hajdúi, 1621-ben Buoquoi császári tábornok hódítja meg ostrommal vissza.
1635-ben Pálffy (II.) Pál nádor (1589-1653) kifizeti rá a zálogösszeget, majd II. Ferdinánd királytól örökös adományként kapja. A Pálffyak birtoka 1635 - a 20. század elejéig . 1683-ban a Bécs ellen vonuló török sereg sikertelenül próbálkozott ostromával, pedig ekkor már katonai szempontból elavultnak számított, a környező hegycsúcsokról belőhető volt.
A 18. században már nem volt katonai jelentősége, palotája sem felelt kora a finomodó igényeinek, de minden épülete még áll. Bástyáin felsorakoztatott ágyúk már csak megtévesztő díszei az erődnek. A Pálffy család Dévényt soha nem használta hosszabb időre székhelyül. Gróf Pálffy Pál nádor számára a birtok, csak egy volt a sok közül. A vár gazdálkodási, igazgatási központ lett és maradt.
Védelmi szerepe a török ostrom, ill. a Thököly-felkelés idején, újra előtérbe került. A Rákóczi-szabadságharc óta az építményben nem történt semmi olyan érdemi beavatkozás, amely erősebbé tette volna. A vár történetének utolsó fejezete az ötödik koalíciós háború. 1809-ben a Bécs  felé visszavonuló francia seregek felrobbantották, annak ellenére, hogy a szemben álló felek nehéz harcokat követően békét kötöttek. A békekötés után a franciák még falait aláaknázták és levegőbe röpítették. A várrom azóta pusztul, de romantikus fekvésének köszönhetően, még így is sok látogatót vonz.
Pálffy Pál nádor utódainak halála után Pálffy Miklósé, majd egy későbbi vagyonmegosztástól az államosításig a malackai Pálffyak tulajdona.
1896-ban a felsővár elpusztított tornyának helyén állították fel annak a hét Árpád emlékműnek az egyikét, melyek az országunk alapításának mementói. A vár legmagasabb pontján a 21 méter magas obeliszk tetején álló szobor a Duna menti síkon végigtekintő harcost mutatta, kezében pajzzsal és békésen leeresztett karddal. Már messziről hirdette: „Itt kezdődik a magyar haza!”. Az első világháborút követően a területet Csehszlovákiához csatolták, 
1920-ban az obeliszket felrobbantották a cseh légiósok, majd a hatvanas években megkezdődő régészeti ásatások apropóján, az emlékmű talapzatát is lebontották. A két világháború között kezdték meg régészeti ásatást, amely 1945 után is folytatódott. 

### További turisztikai látnivalók
II. világégés idején a Duna partját, 1948-tól szögesdróttal lezárt határszakasz övezte. 1989-ig itt több száz ember vesztette életét. A halottak emlékét őrzi Mészáros Péter helyben állított kőportálja, az oldalába vésett áldozatok nevével.
A közeli magánkertben található a Magyarország ezeréves fennállása alkalmára állított Duna-szabályozási márványtábla, melynek utolsó két sorát Trianon után levésték. A felirat szövege:
"E kapun ellenség sokszor rontott a magyarra, de egyszer sem nyert rajt’ tartós diadalt, ám a nyugat műveltségének ez az út ezer évig nem volt zárva soha, s hogy biztobb legyen itt a verseny. A MAGYAR NEMZET rendezte DUNÁJÁT. Áldja meg őt ezután a gondviselés!"
Levésve, de még olvasható:
"Magyarország ezeréves fennállásának emlékére emelték a magyar felső Duna szabályozás állami és vállalati végrehajtói."
 A 19. században, a nemzeti megújhodás korában Ľudovít Štúr körének dévényi kirándulásai a hajdani szláv dicsőség szimbólumává emelték a Nagymorva Birodalomra és hagyományokra is utaló helyet.
Jelenleg a Pozsonyi Városi Múzeum kiállítása tekinthető meg benne. 1759-1760-ban Bernardo Bellotto hűen, romos állapota kezdetén megfestette, mely kép ma a Bécsi Szépművészeti Múzeumban található.
Képek

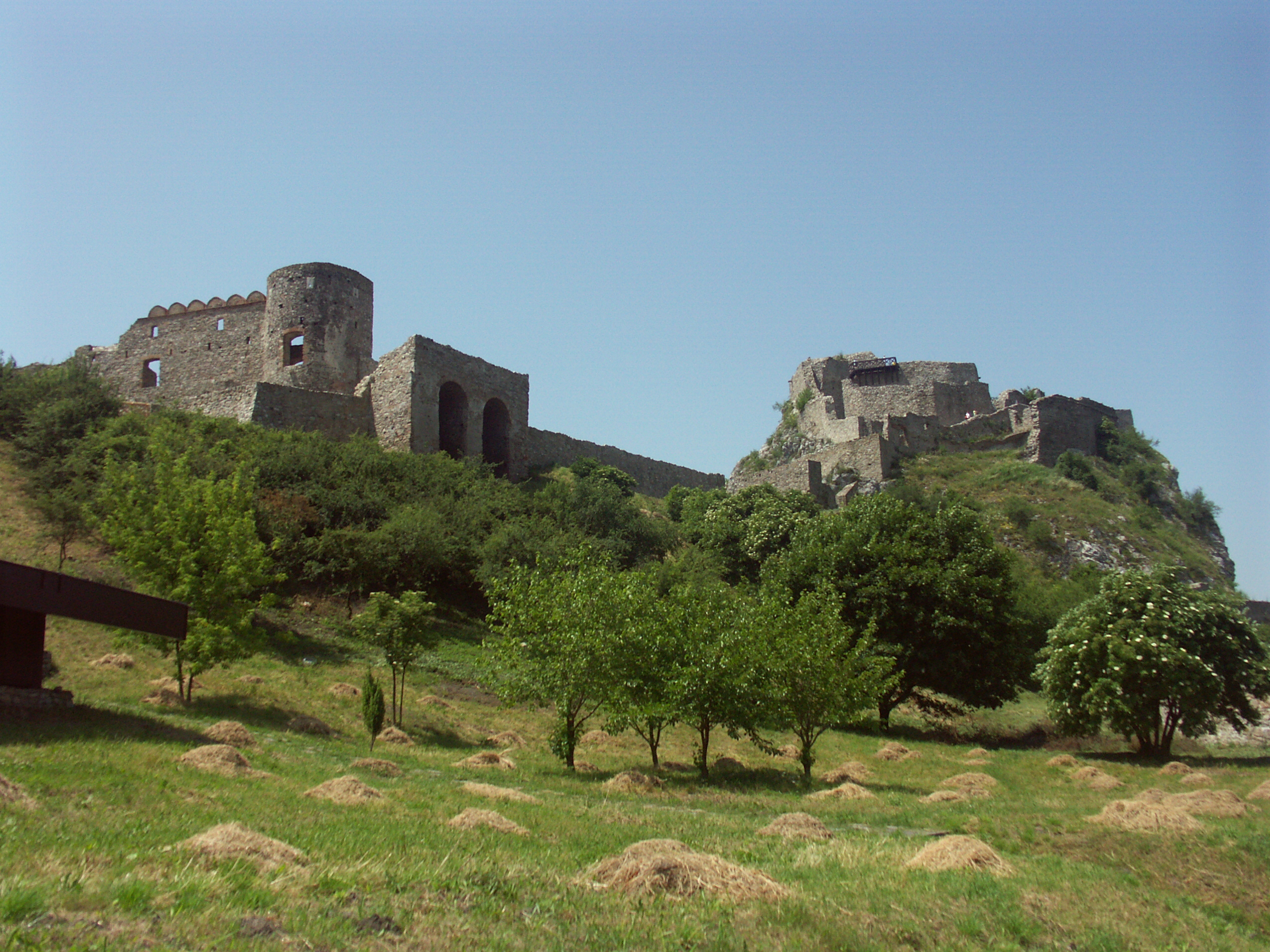
Dévény várának romjai
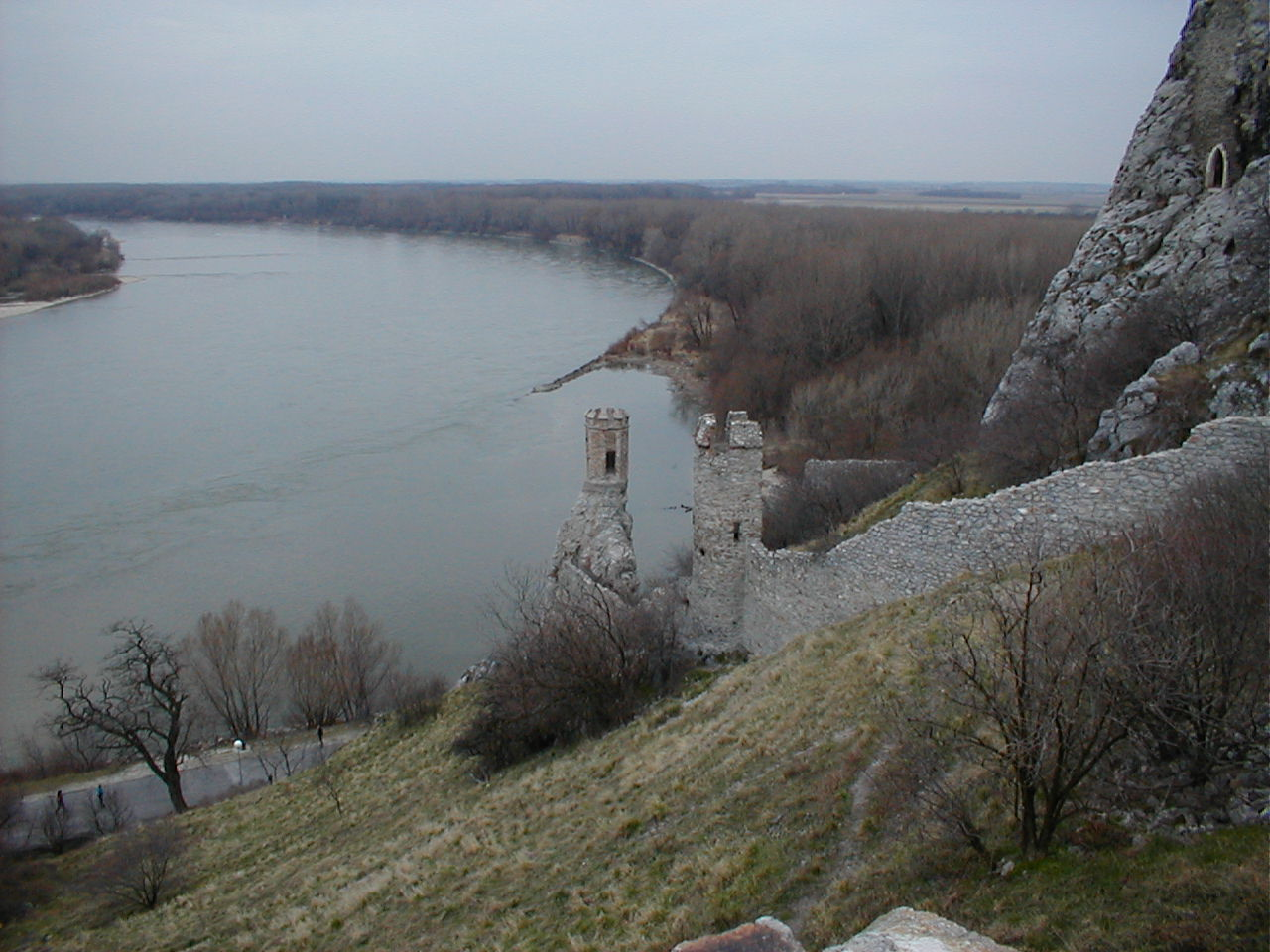
A Duna látképe Dévény várából
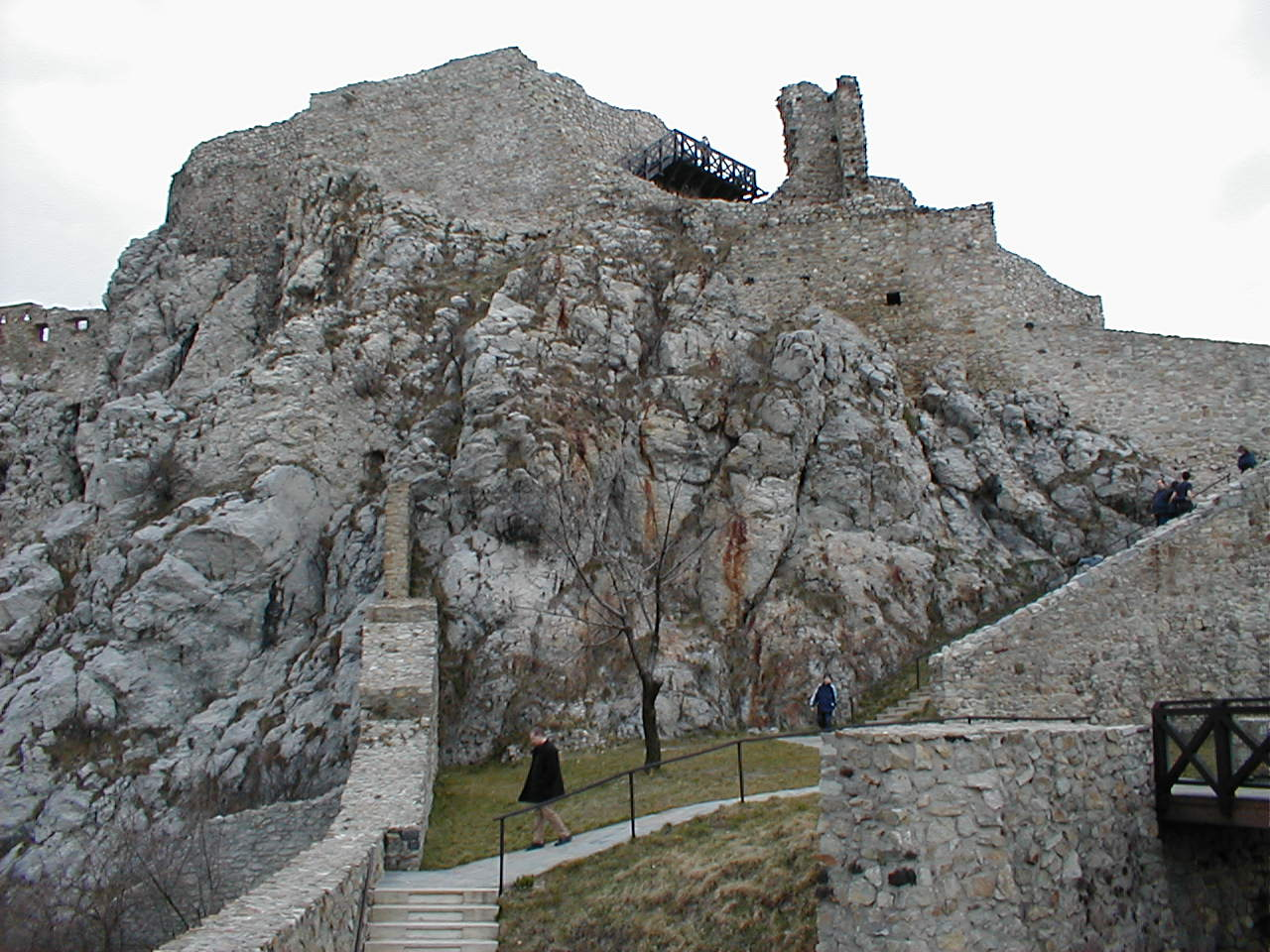
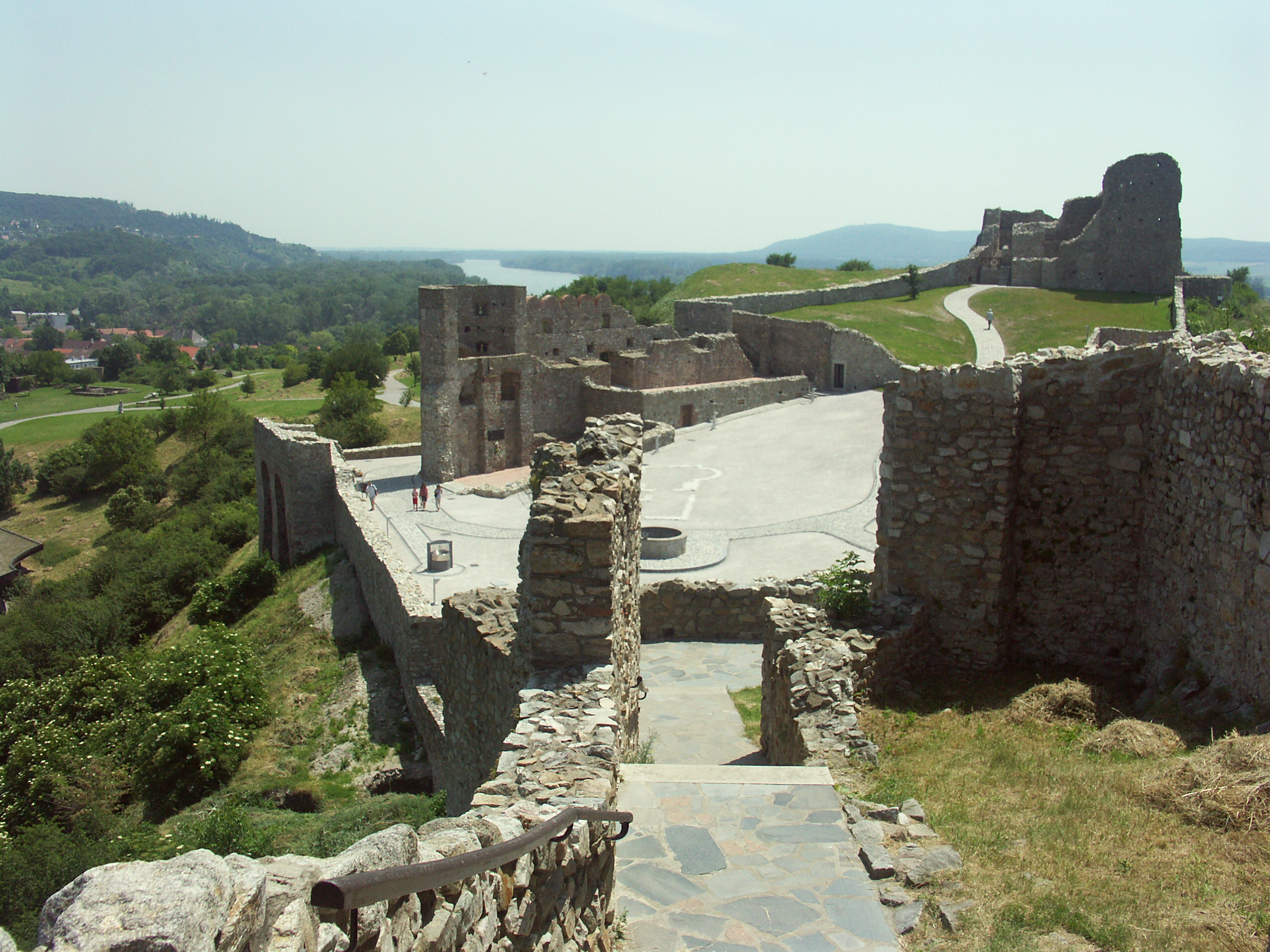
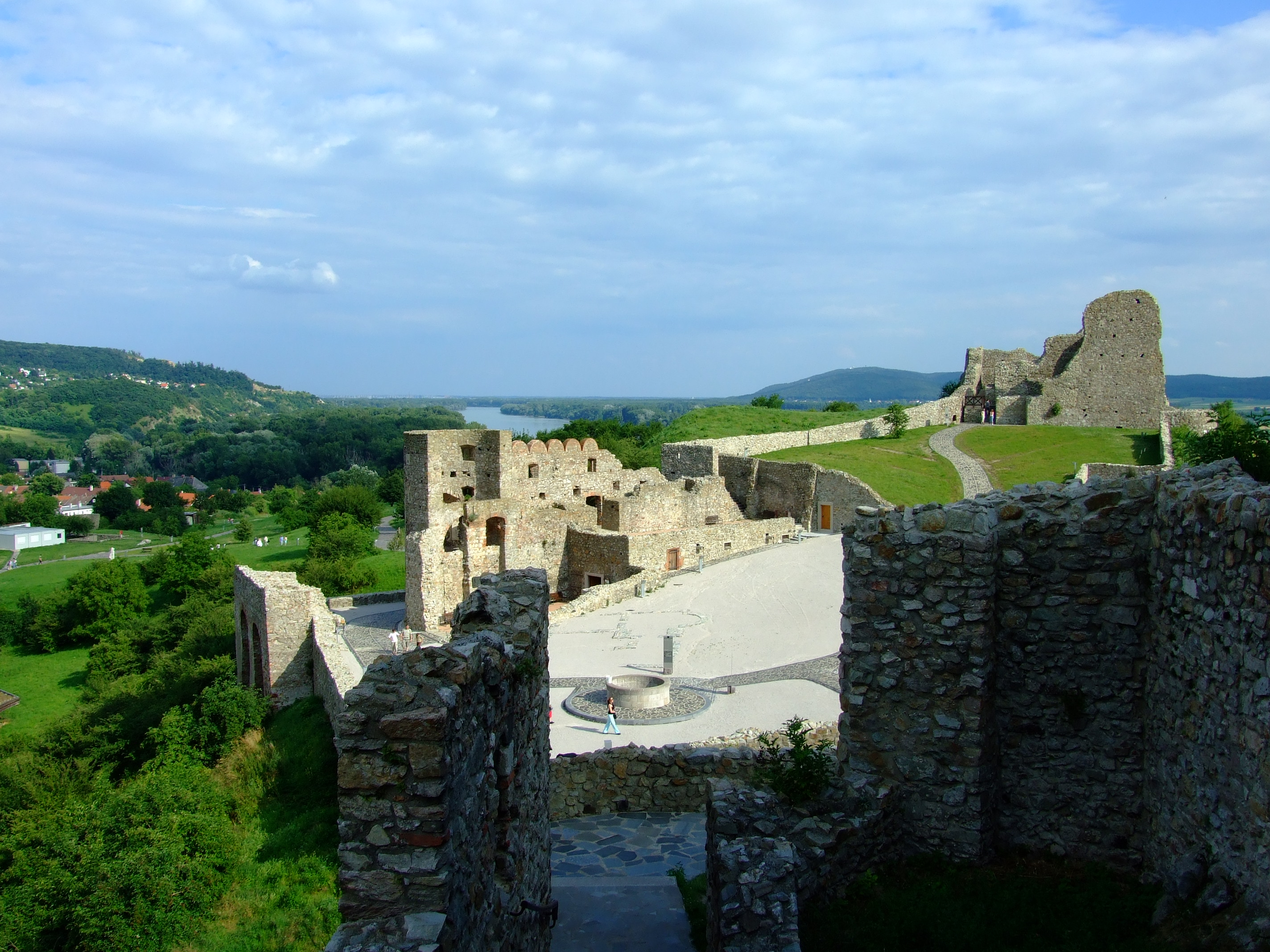
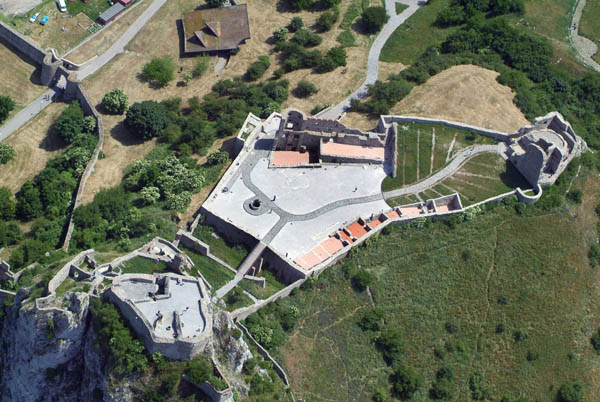
A vár légifotója
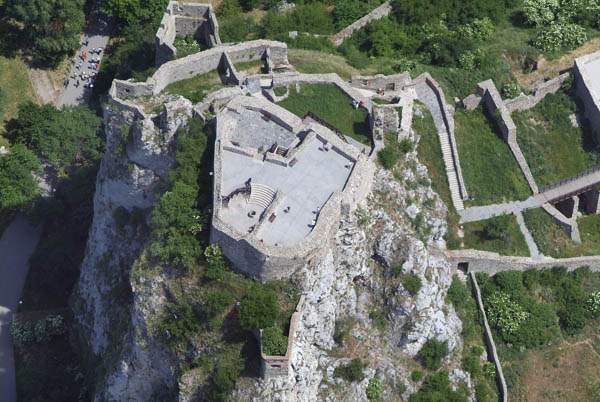
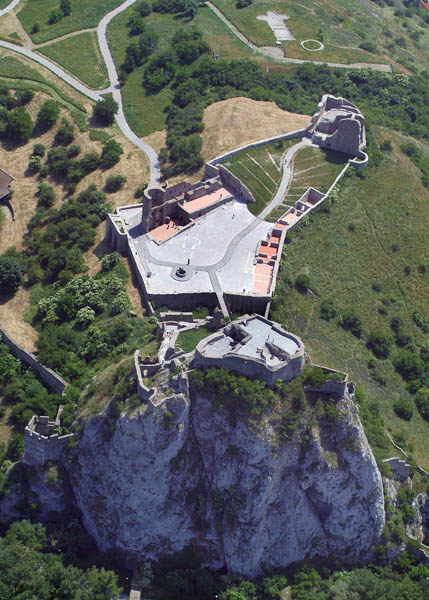
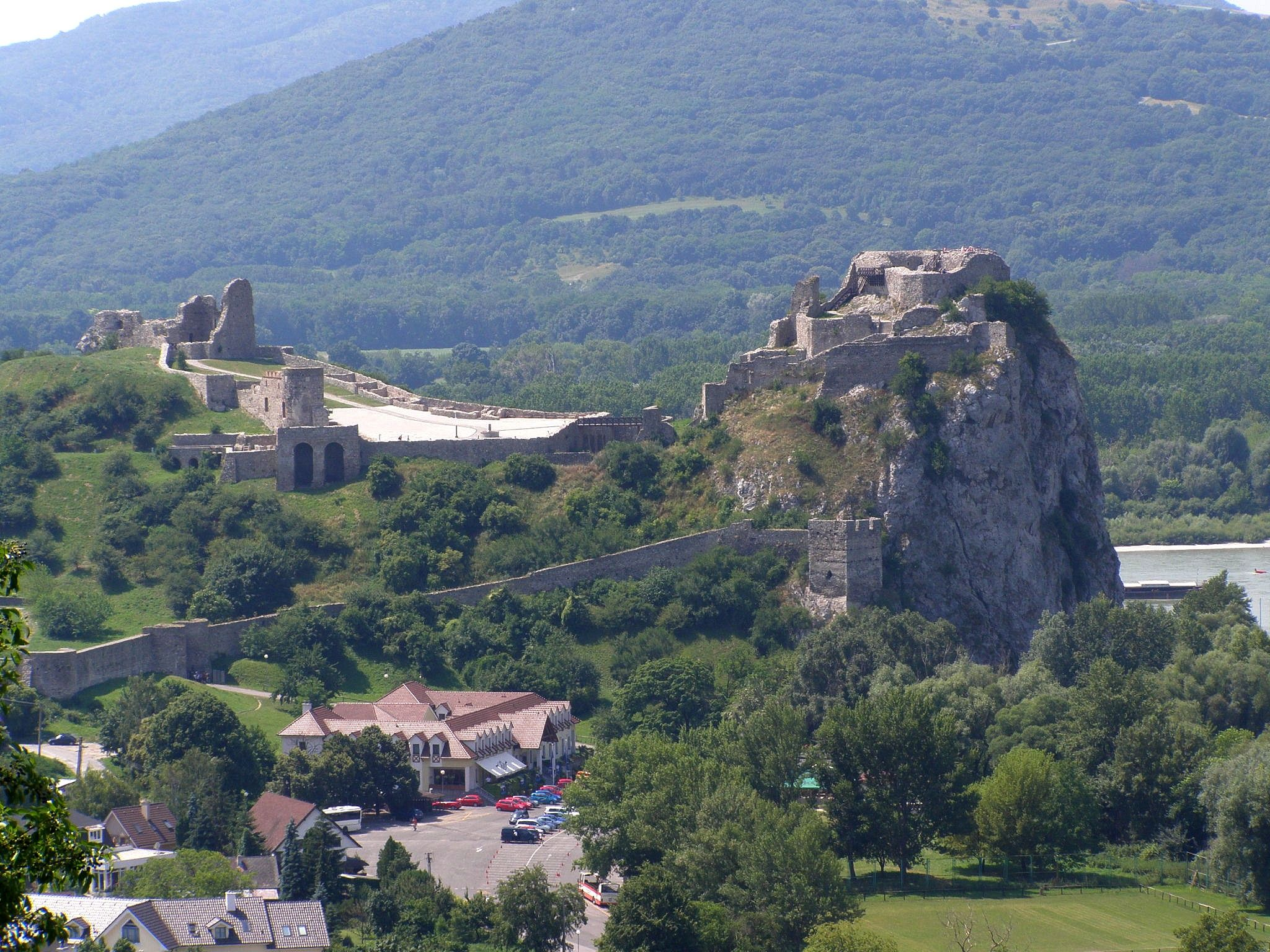
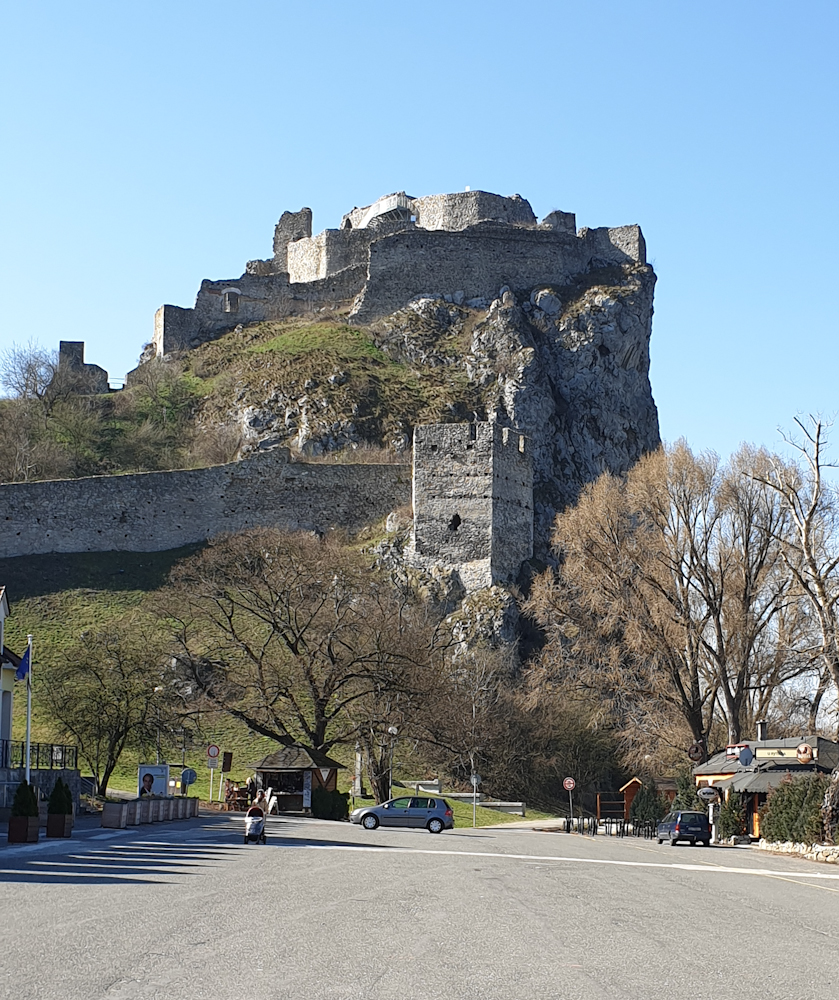